# 浦河町立浦河東部小学校
浦河町立浦河東部小学校（うらかわちょうりつ うらかわとうぶしょうがっこう）は、北海道浦河郡浦河町西幌別にある公立小学校。

## 沿革
- 1975年（昭和50年）
  - 4月1日 - 浦河東小学校(6学級)、西舎小学校(3学級)、杵臼小学校(4学級)、上杵臼小学校(2学級)の4校を統合し、現在の位置に浦河東部小学校として開校。学校の教育目標制定。
  - 4月4日 - 校旗が谷川弘一郎氏より寄贈される。
  - 4月8日 - 最初の開校式と第1回入学式挙行。
  - 4月26日 - PTA設立総会開催。
  - 4月28日 - 旧4校より、校庭へ記念樹を移植。
  - 7月20日 - 校舎落成記念挙行し、祝賀会開催。
- 1976年（昭和51年）5月2日 - 学校林廃止に伴う記念植樹をPTA奉仕作業により実施。
- 1977年（昭和52年）5月8日 - バックネット移設・フェンス新設・砂場移設をPTA奉仕作業によって実施。
- 1981年（昭和56年）7月6日 - 豪雨により赤川が氾濫し、敷地が冠水する。
- 1982年（昭和57年）
  - 4月6日 - 3月21日11時32分頃に発生した大地震による校舎破壊のため、文部省（現:文部科学省）学校災害調査団が来校視察。
  - 6月9日 - 校舎地震による亀裂の補修作業開始。
  - 12月22日 - 築山造成委員会を結成し第3期による大工事の末、1983年（昭和58年）5月2日完成。
- 1983年（昭和58年）5月8日 - 開校10周年を迎えるにあたり、10周年記念事業推進委員会を設け統合前資料展示。
- 1984年（昭和59年）
  - 4月24日 - 震災により破損した体育館前面壁補修工事を実施。
  - 6月10日 - 開校10周年記念大運動会実施。
  - 10月28日 - 開校10周年記念学芸会実施。
- 1986年（昭和61年）4月1日 - 学校の教育目標改定。
- 1989年（平成元年）4月20日 - 道路拡幅により樹木及び遊具移動（工期4月12日～5月30日）。
- 1992年（平成4年）11月6日 - 河浦町立新合小学校と「友好の契り」を締結。
- 2000年（平成12年）10月4日 - 浦河第二中学校との合同防災訓練実施。
- 2002年（平成14年）4月1日 - 学校の教育目標改訂。
- 2003年（平成15年）
  - 9月7日 - 公式ホームページ開設。
  - 9月26日 - 4時50分頃、平成15年度十勝沖地震発生。
- 2004年（平成16年）
  - 10月16日 - 協賛会記念事業として、屋外遊具「ロッククライミング」設置。
  - 10月24日 - 協賛会記念事業として、屋外遊具「タイヤ飛び」設置。
  - 11月14日 - 開校30周年記念式典挙行し、祝賀会開催。
- 2006年（平成18年）4月1日 - 特別支援学級開設。
- 2007年（平成19年）1月7日 - 発達した低気圧による暴風で、校舎屋根破損。
- 2009年（平成21年）6月29日 - 株式会社ホクチクより、温室1棟寄贈。
- 2010年（平成22年）
  - 9月8日 - グラウンドの砂場改修。
  - 10月21日 - バックネット改修。
- 2011年（平成23年）
  - 3月11日 - 14時46分頃に発生した東日本大震災（東北地方太平洋沖地震）の避難所となり、50名以上が体育館に避難した。
  - 8月18日 - 自転車置き場、物置、 遊具の塗装。
- 2012年（平成24年）
  - 7月7日 - LEDへの付け替え。
  - 9月28日 - 校門・非常口などを塗装。
- 2013年（平成25年）
  - 1月25日 - 教員住宅2棟完成。
  - 4月20日 - この日と4月22日の2回にわたり、グランド土入れ・整備。
  - 7月26日 - LED取り付け。
  - 8月19日 - アスファルト補修。
- 2014年（平成26年）
  - 4月29日 - この日と翌日の2日間にわたり、グランド土入れ・整備。
  - 6月16日 - 体育館耐震工事開始。
  - 7月5日 - 放課後児童広場玄関扉・玄関足洗い場塗装。
  - 7月29日 - LED取り付け、掲揚塔コンクリート補修。
- 2015年（平成27年）8月31日 - 体育館耐震工事終了。
- 2016年（平成28年）
  - 6月10日 - グラウンドの整地。
  - 7月18日 - LED取り付け。
  - 9月1日 - この日から、タブレット導入、Wifi環境整備。
- 2017年（平成29年）4月11日 - グラウンド転圧作業。
- 2018年（平成30年）
  - 1月18日 - 駐車場ライン引き実施。
  - 2月16日 - LED取付。
  - 2月20日 - 西幌別駅前自治会婦人部より、雑巾の寄贈を受ける。

## 学区
- 白泉・西幌別・東幌別・西舎・杵臼・上杵臼[1]

## 周辺
- 浦河町立浦河第二中学校 - 敷地が隣接し、かつ主な進学先でもある。
- 国道236号

## アクセス
- 道南バス「日高紋別」バス停下車後、徒歩約740m・約13分。

## 著名な卒業生
- 小田卓朗（第29回卒業生） - スピードスケート選手、平昌冬季五輪出場。
- ウィリアムソン師円（第33回卒業生） - スピードスケート選手、ソチ冬季五輪・平昌冬季五輪出場。

## 進学先中学校
- 浦河町立浦河第二中学校